# Beatriz Valle
Delia Beatriz Valle Marichal (Tegucigalpa, M.D.C., Francisco Morazán, 2 de noviembre de 1966) es una licenciada en relaciones internacionales, también es odontóloga, diplomática, política y presentadora de televisión hondureña. En enero de 2022 fue electa como Secretaria Nacional del Congreso Nacional de Honduras, cargo al que retirada de facto en febrero de ese año. Se ha desempeñado como embajadora de Honduras en Canadá, vicecanciller y diputada en el Congreso Nacional de Honduras por el Partido Libertad y Refundación.

## Biografía
Nació en el seno de una familia acomodada de Tegucigalpa. Su padre era ingeniero y falleció asesinado, mientras que su madre era ama de casa. Guillermo Valle, su hermano, también es político y presidente del Partido Innovación y Unidad. En 1982 se graduó en el Instituto Bilingüe Elvel. Tiene una hija llamada Murielle Corrales Valle.
Realizó sus estudios universitarios de Odontología en la Facultad de Odontología de la Universidad Nacional Autónoma de Honduras, donde se tituló como Doctora en Cirugía Dental en 1989. Posteriormente viajó a México acompañando a su esposo, pero al poco tiempo regresó a Honduras debido a su embarazo y estuvo ejerciendo odontología por poco tiempo.
Además de la política le gusta dedicarse al canto, y tiene su propio programa de televisión: Código abierto, en UNE TV.

### Carrera política
En 2009, siendo viceministra de Relaciones Exteriores, denunció una supuesta persecución del gobierno de facto contra funcionarios del presidente Manuel Zelaya y aseguró que funcionarios habían tenido que abandonar la nación tras el golpe de Estado del 28 de junio de 2009.
A inicios del 2016, votó en contra en los seis procesos de elección de la Corte Suprema de Justicia. En las redes sociales, creó polémica al responder un tuit del embajador de los Estados Unidos, James Nealon, criticándolo por haber elogiado la elección de los nuevos magistrados de la Corte Suprema de Justicia de Honduras, pidiéndole combatir la corrupción e impunidad, y asegurando que en Honduras había una dictadura.
Como diputada presentó un proyecto de ley para ratificar el plebiscito y una consulta popular sobre el tema de la reelección presidencial.
En 2016, fue denunciada por el empresario Vicente de Jesús Carrión por la supuesta comisión de ilícitos penales de injurias y difamación, debido a unos tuits en los que afirmaba que Carrión había sido capturado por lavado de activos el 29 de noviembre de 2015. La diputada reaccionó denunciando un intento de censurarla en las redes sociales.
En 2017 se mostró favorable a la píldora del día después, que se utiliza en los casos de violación, para evitar que la mujer o niña violada tengan un hijo de su agresor.

### Secretaria del Congreso Nacional
Fue nuevamente electa diputada en las elecciones de 2021. El 20 de enero de 2021, Valle fue una de los 20 diputados electos de Libre que no asistieron a una reunión convocada por el coordinador general de ese partido, Manuel Zelaya, donde se pactó el apoyo al diputado electo del Partido Salvador de Honduras (PSH) por Cortés, Luis Redondo, para la presidencia del Congreso; esto en cumplimiento de un pacto previo a las elecciones entre Libre y el PSH. Libre calificó esa ausencia como un «augurio de una traición contrarrevolucionaria». Al día siguiente Valle y otros 19 diputados de Libre apoyaron la elección de Jorge Cálix como presidente de la directiva provisional del Congreso Nacional —y por tanto virtual presidente de ese órgano—, con Valle siendo elegida como secretaria. Debido a esto, Valle, Cálix y otros 16 diputados electos fueron expulsados de Libre por la presidenta electa, Xiomara Castro, mientras se les tachaba de “rebeldes” y “traidores”.
La mañana del 23 de enero de 2022, Jorge Cálix fue escogido presidente del Congreso Nacional, con el voto de 79 diputados electos titulares, dentro de la planilla Valle también fue electa como secretaria del congreso. La sesión tuvo lugar en Bosques de Zambrano, ya que simpatizantes del partido Libre convocados por Xiomara Castro se hallaban aglutinados en los bajos de la cámara del Congreso. En su discurso Cálix dijo: «Esta junta directiva está desde hoy al servicio de la presidenta de Xiomara Castro y de todos el pueblo hondureño sin distinción de colores políticos». La instalación de la nueva legislatura se realizó vía Zoom, donde se aprobó derogar la Ley de Secretos aprobada en 2014. Simultáneamente, la facción de Luis Redondo hizo una ceremonia en la cámara del Congreso a la que no asistieron los presidentes de los poderes Ejecutivo ni Judicial, quienes entregaron su informe de resultados al presidente del Congreso, Jorge Cálix.
El 7 de febrero, luego de una reunión entre el coordinador general del partido Libre, Manuel Zelaya, y los 17 diputados disidentes en Casa Presidencial, se firmó un acuerdo por el cual Jorge Cálix, «para mantener la paz» y «pensando en la estabilidad del país», cedió la presidencia del Congreso a Luis Redondo, de quien, manifestó en el documento, «lamenta» que dirija las sesiones del Congreso. El acuerdo incluyó la reincorporación de los diputados disidentes a la bancada de Libre. También en el mismo, tanto Cálix y Valle como los demás disidentes se comprometieron a apoyar las decisiones y proyectos de la presidenta Xiomara Castro.